# Dianthus giganteiformis
Dianthus giganteiformis är en nejlikväxtart som beskrevs av Borb. Dianthus giganteiformis ingår i släktet nejlikor, och familjen nejlikväxter. Inga underarter finns listade i Catalogue of Life.